# Nell Zink

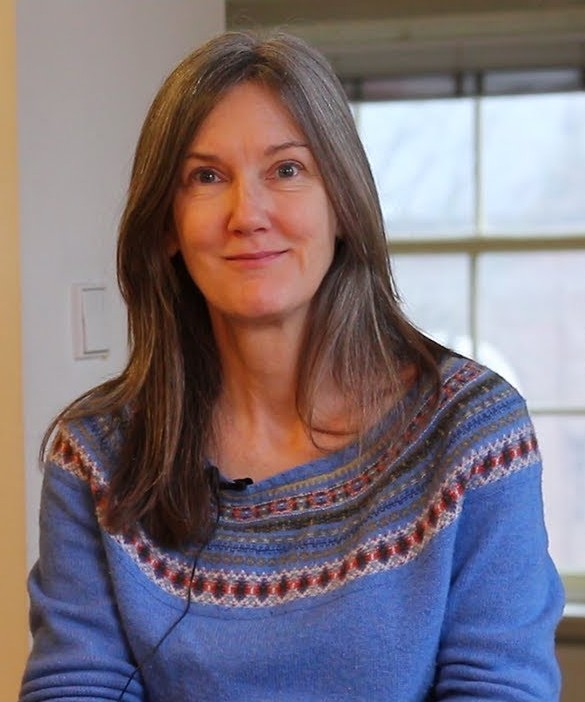
Nell Zink, 2018

Helen „Nell“ Louise Zink (* 1964 in Kalifornien) ist eine US-amerikanische Schriftstellerin und Medienwissenschaftlerin, die seit 2000 in Deutschland lebt.

## Leben
Zink wuchs im Bundesstaat Virginia auf. Ihr literarisches Talent fiel bereits in der High School auf. Sie besuchte die Stuart Hall School in Staunton und das College of William & Mary in Williamsburg, wo sie zum BA graduierte. 
1993 gründete sie in Philadelphia das Fanzine Animal Review, das bis 1997 erschien. Hier kamen u. a. Musizierende zu Wort, die über ihre Haus- oder Lieblingstiere berichteten. Zink arbeitete als Sekretärin für den Konzern Colgate-Palmolive und als technische Zeichnerin in Tel Aviv, ehe sie 2000 nach Deutschland zog, wo sie 2008 an der Universität Tübingen im Fach Medienwissenschaften promoviert wurde. Ihre Dissertation trägt den Titel Portable Music and the Scalable Self. Performativity in Music Journalism and Interdisciplinary Music Analysis. Nebenbei arbeitete sie für das Schwäbische Tagblatt und später als Übersetzerin für die Agentur Zeitenspiegel. Seit 2013 lebt Zink in der brandenburgischen Kleinstadt Bad Belzig. 
Zink hatte sich schon in ihrer Kindheit mit Naturschutz beschäftigt. Zu einem ornithologischen Artikel über Zugvögel im Mittelmeer, den der US-amerikanische Autor Jonathan Franzen im New Yorker veröffentlichte, schrieb sie eine Gegendarstellung, weil dieser den Balkan und die Arbeit Martin Schneider-Jacobys, den sie ins Englische übersetzt hatte, nicht erwähnte. Daraus entwickelte sich eine Korrespondenz zwischen beiden, und Franzen drängte Zink, selbst zu veröffentlichen.
Zink schrieb innerhalb weniger Wochen ihren Debütroman The Wallcreeper (dt. Der Mauerläufer). Zink verkaufte das Manuskript für 300 US-Dollar an die Dorothy Press, einen Kleinstverlag. Das Buch schaffte es auf die Liste der „100 notable books of 2014“ der New York Times. Sie wurde daraufhin von Franzens Agentin unter Vertrag genommen, die die Rechte an dem Buch in Großbritannien und Deutschland verkaufen konnte. Ihr zweiter Roman Mislaid wurde bei Ecco Press, einem großen New Yorker Verlagshaus, publiziert. Der Roman stand 2015 auf der Longlist des National Book Award und erschien 2019 unter dem Titel Virginia auf Deutsch.
Ihr 2025 erschienenes Buch Sister Europe stand im Juni 2025 auf Platz 1 der renommierten SWR-Bestenliste mit der Begründung, sie habe „tatsächlich einen satirischen und gewitzten Berlin-Roman geschrieben“. Sandra Kegel konstatierte in der Frankfurter Allgemeinen Zeitung, das Werk sei „nicht nur gute, es ist fabelhafte Literatur“. In der Zeitschrift Buchkultur bezeichnete Dagmar Kaindl das Buch als „einen furios-originellen Roman“.

## Werke (Auswahl)

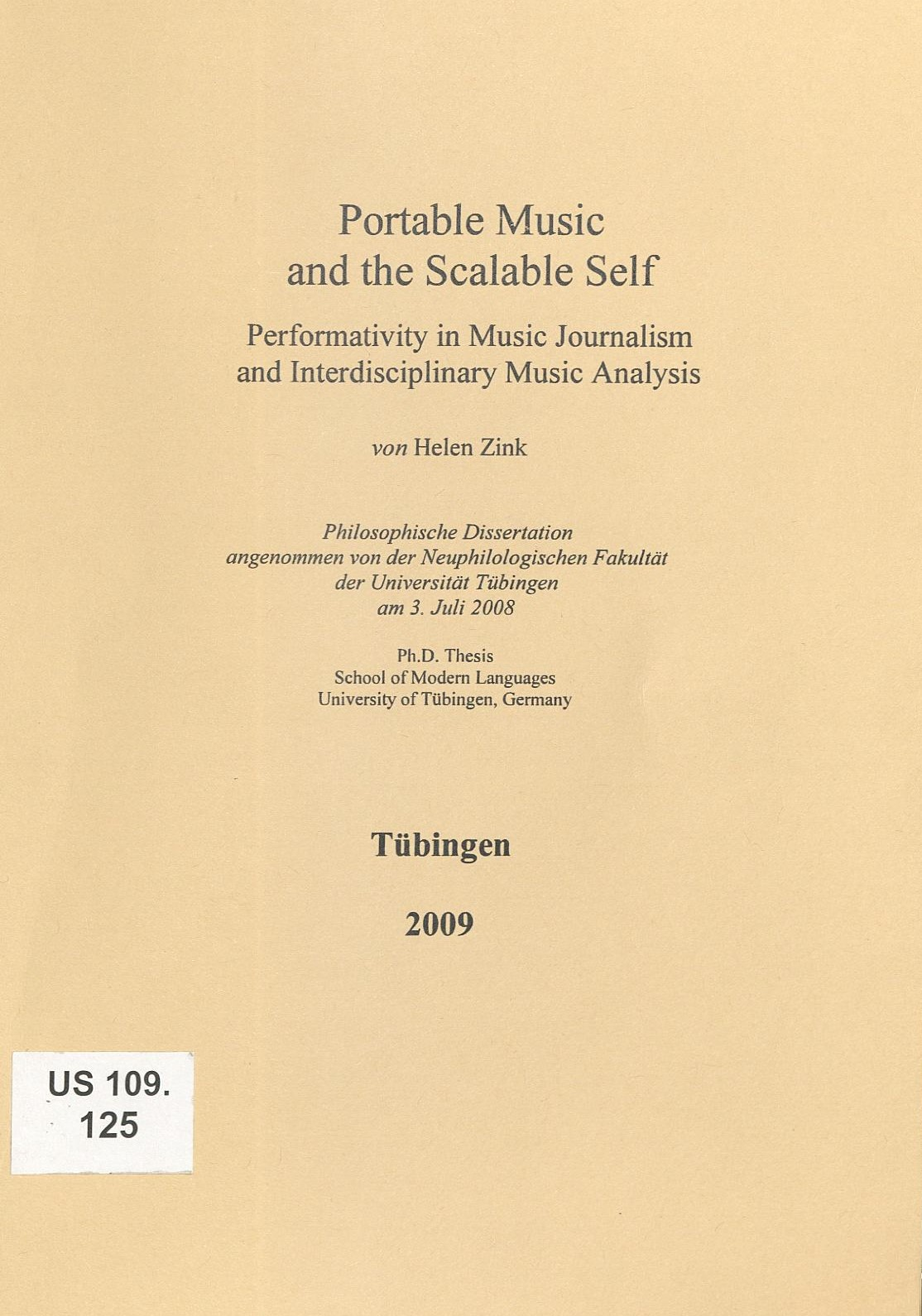
Dissertation (2009)

- The Wallcreeper. Dorothy, St. Louis 2014, ISBN 978-0-9897607-1-3.
  - Der Mauerläufer. Übersetzt von Thomas Überhoff, Rowohlt, Reinbek 2016, ISBN 978-3-498-07654-2.
- Mislaid. Ecco Press, New York 2015, ISBN 978-0-06-236477-7.
  - Virginia, Übersetzt von Michael Kellner, Rowohlt, Hamburg 2019, ISBN 978-3-498-07672-6.
- Nicotine. Fourth Estate, 2016[5]
  - Nikotin. Übersetzt von Michael Kellner, Rowohlt, Reinbek 2018, ISBN 978-3-498-07670-2.
- Private Novelist. Ecco Press, New York, October 2016, ISBN 978-0-06-245830-8.
- Doxology, Ecco Press,  New York 2019, ISBN 978-0-062-87778-9.
  - Das Hohe Lied. Übersetzt von Tobias Schnettler, Rowohlt, Hamburg 2020, ISBN 978-3-498-07671-9.
- Avalon. Alfred A. Knopf, New York 2022, ISBN 978-0-593-53489-2.
  - Avalon. Übersetzt von Thomas Überhoff, Rowohlt, Hamburg 2023, ISBN 978-3-498-00311-1.
- Sister Europe. Alfred A. Knopf, New York 2025, ISBN 978-0-59353-491-5.
  - Sister Europe. Übersetzt von Tobias Schnettler, Rowohlt, Hamburg 2025, ISBN 978-3-498-00736-2.